# Preriokur ostrosterny
Preriokur ostrosterny, głuszec ostrosterny (Centrocercus urophasianus) – gatunek dużego ptaka z rodziny kurowatych (Phasianidae), zamieszkujący Amerykę Północną.

## Systematyka
Obecnie gatunek ten uznaje się za monotypowy. Dawniej populację z północno-zachodniej części zasięgu (od stanu Waszyngton po Oregon) wydzielano do podgatunku C. urophasianus phaios.

## Występowanie
Zamieszkuje północną część amerykańskiej prerii – od południowo-środkowej Kanady po zachodnio-środkowe USA.

## Cechy gatunku
Dorasta do 70 cm. Samiec ma biały kołnierz, zaokrąglony ogon z piórami ostro zakończonymi, zwężającymi się ku końcom (stąd nazwa). Żółte „róże” nad oczami. Plecy i skrzydła brązowe z białymi i czarnymi cętkami. Samica jest nieco skromniejsza: wygląda podobnie, upierzenie bardziej stonowane. Dziób czarny u obu płci.   

## Gody

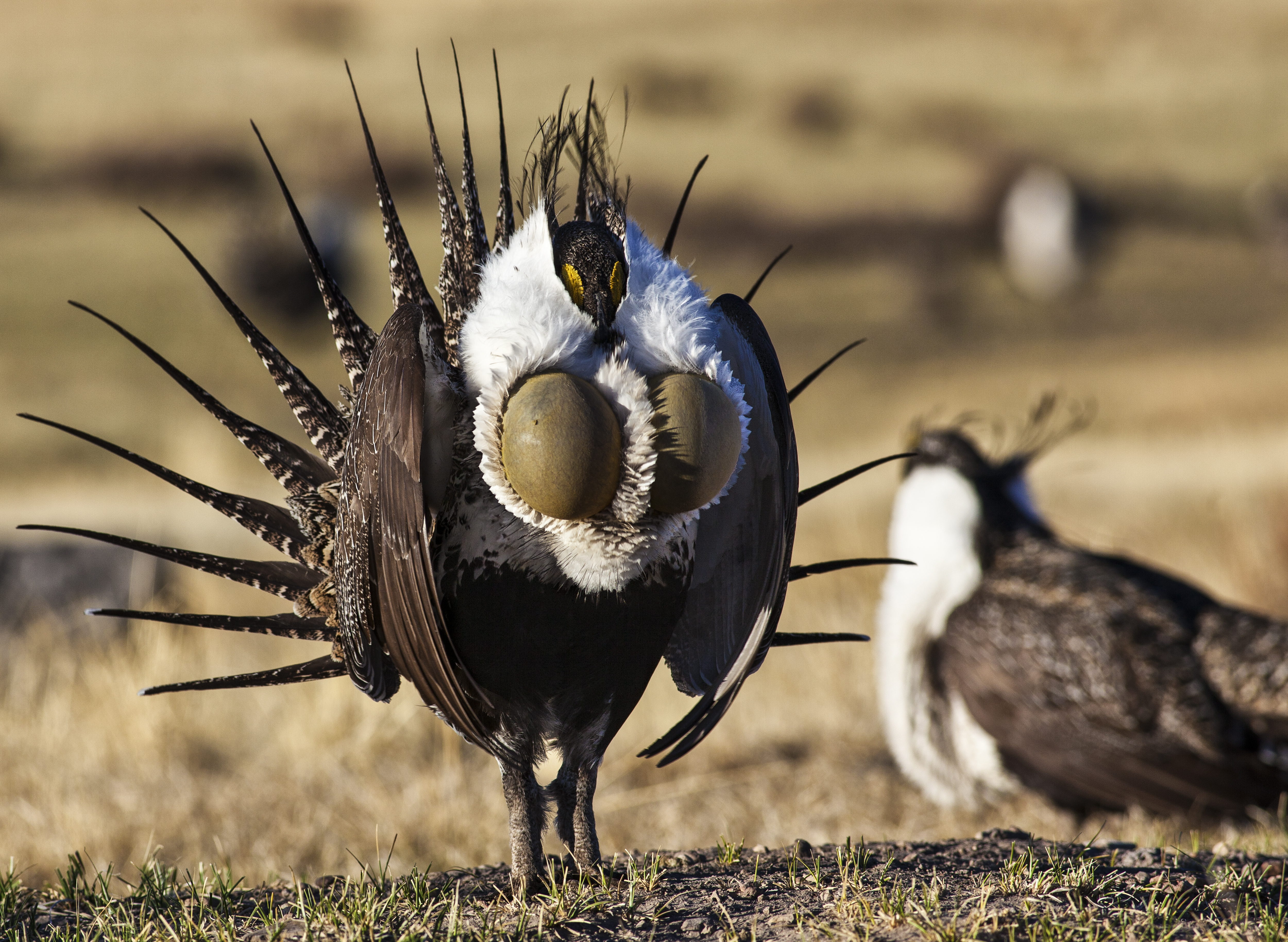
Tokujący samiec

Koguty zbierają się na niewielkich tokowiskach i przywabiają kury pusząc się, nadymając żółtawe „worki” i wydając grzechoczące dźwięki specjalnymi piórami ogonowymi. Samiec dominujący może kopulować nawet z 75% samic.

## Status
Międzynarodowa Unia Ochrony Przyrody (IUCN) od 2004 roku uznaje preriokura ostrosternego za gatunek bliski zagrożenia (NT – near threatened). Liczebność populacji w 2004 roku oceniano na około 150 tysięcy dorosłych osobników. Trend liczebności populacji jest spadkowy.